# Tritoniopsis triticea
Tritoniopsis triticea là một loài thực vật có hoa trong họ Diên vĩ. Loài này được (Burm.f.) Goldblatt miêu tả khoa học đầu tiên năm 1990.